# Livermore Valley AVA
Livermore Valley AVA (anerkannt seit dem 1. Oktober 1982) ist ein Weinbaugebiet im US-Bundesstaat Kalifornien. Das Gebiet liegt im Verwaltungsgebiet Alameda County, in unmittelbarer Umgebung der Stadt Livermore.
Namensgeber für die Stadt und das Weinbaugebiet ist Robert Livermore, einem Pionier und Großgrundbesitzer der Region. Mit dem Livermore Basin verfügt die Region über einen der fünf Grundwasserleiter, die die Bevölkerung der San Francisco Bay Area mit Wasser versorgen und der Bewässerung landwirtschaftlich genutzter Flächen dient.

## Weinbau
Bis zum Anfang der 1960er Jahre waren die Anbauflächen von Livermore Valley ähnlich groß wie die von Napa Valley. Während Napa in den letzten 50 Jahren einen wahren Höhenflug im Weinbau kannte, konnte das Livermore Valley erst in den letzten 10 Jahren von der wachsenden Popularität kalifornischer Weine profitieren. Größtes Weingut der Region ist Wente Vineyards, dass jährlich ca. 3.500.000 Flaschen eines relativ preisgünstigen Weins abfüllt, der vorrangig für den Export bestimmt ist. Neben Wente Vinyards verfügt noch das Weingut Concannon Vineyard über nennenswerte Abfüllmengen und erzeugt fast 360.000 Flaschen pro Jahr. Daneben existieren ca. 40 kleinere Weingüter (Stand Anfang 2008).
Die bekanntesten Rotweine der Region werden aus der Rebsorte Petite Sirah erzeugt. Das warme Klima ermöglicht auch die Erzielung hoher Mostgewichte und mit den Rebsorten Sémillon und Sauvignon Blanc (die Setzlinge stammen aus dem bekannten französischen Weingut Château d’Yquem) werden ansprechende Süßweine erzeugt. Einer internationalen Mode folgend wird die Rebsorte Merlot verstärkt zur Erzeugung besserer Rotweine eingesetzt.
Wein aus dem Livermore Valley darf unter den Herkunftsbezeichnungen Livermore Valley AVA, San Francisco Bay AVA sowie Central Coast AVA vermarktet werden. Die beiden letztgenannten stellen übergeordnete Gebiete dar.
- Livermore Valley Wine Country (in englischer Sprache)